# كريم صفصاف
كريم صفصاف (بالفرنسية: Karim Safsaf)‏ (27 مارس 1994 بفرنسا - ) هو لاعب كرة قدم فرنسي في مركز الوسط. لعب مع أوليمبيا أسونسيون ونادي أجاكسيو وToulouse Rodéo FC ‏.

## وصلات خارجية
- كريم صفصاف على موقع رابطة كرة القدم الفرنسية للمحترفين (الإنجليزية)
- كريم صفصاف على موقع قاعدة بيانات كرة القدم.إي يو (الإنجليزية)
- كريم صفصاف على موقع Soccerway.com (الإنجليزية)